# Liste des phares en Écosse
Voici une liste des phares en Écosse. Le Northern Lighthouse Board, dont proviennent une grande partie des informations, est l'organime responsable de la plupart des phares en Écosse, mais il a confié la responsabilité aux autorités portuaires locales les phares dans les grands estuaires. Beaucoup de feux auxiliaires n'apparaissent pas sur cette liste.
Presque tous les phares de cette liste ont été conçus par et, pour la plupart, ont été construits par quatre générations d'une même famille celle de Robert Stevenson, y compris Thomas Smith. Non seulement ils ont construit la plupart des phares, souvent dans les conditions les plus épouvantables, mais ils ont aussi été les pionniers de nombreuses améliorations dans l'éclairage et la signalisation qui ont réduit les énormes pertes de vies dans les côtes écossaises.

## Moray
- Phare de Covesea Skerries (Inactif)
- Buckie North Pier
- Buckie Cliff Terrace

## Aberdeenshire

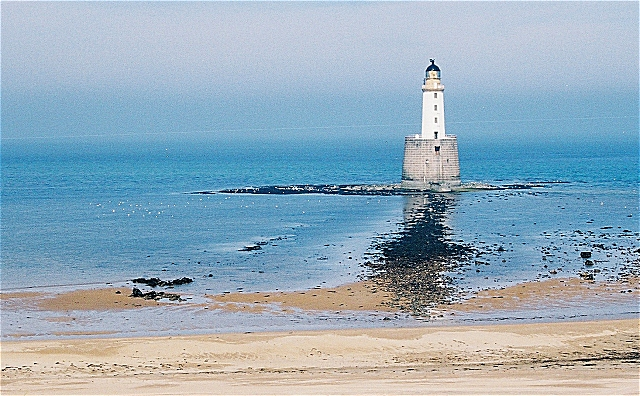
Rattray Head

- Phare de Macduff
- Phare de Kinnaird Head
- Phare de Balaclava
- Phare de Rattray Head
- Phare de Peterhead
- Phare de Buchan Ness
- Aberdeen :
  - Phare d'Aberdeen
  - Phare de Girdle Ness
- Phare de Tod Head (Inactif)

## Angus
- Phare de Scurdie Ness
- Phare de Bell Rock
- Buddon Ness

## Fife,Lothian,Scottish Borders

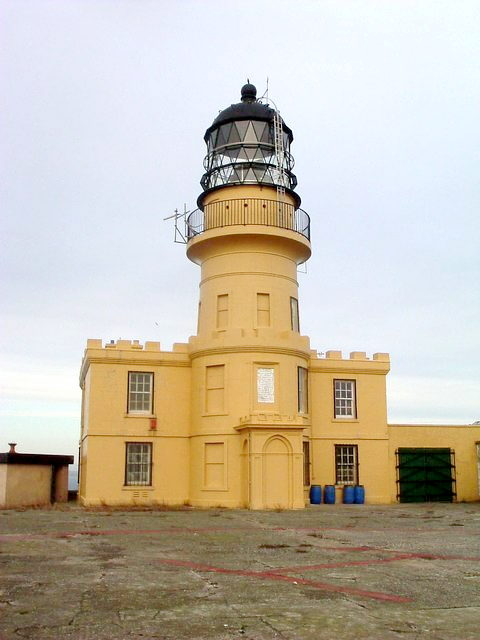
Inchkeith

- Phare de Fife Ness
- Phare de l'île de May
- Phare d'Elie Ness
- Phare d'Inchkeith
- Phare d'Oxcars
- Phare de Fidra
- Phare de Bass Rock
- Phare de Barns Ness
- Phare de St Abbs Head

## Dumfries and Galloway

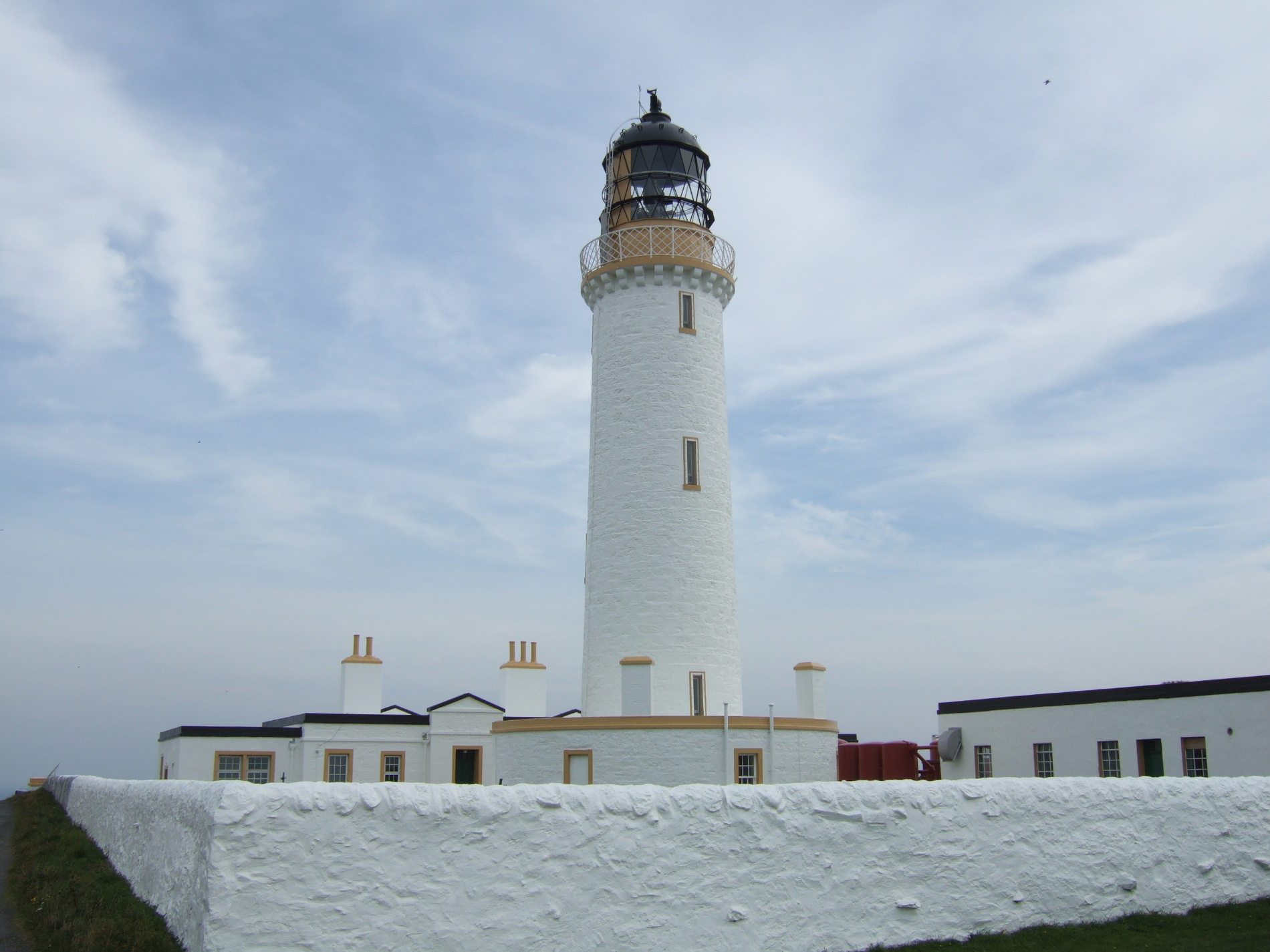
Mull of Galloway

- Phare de Southerness (Inactif)
- Phare de Little Ross
- Phare de Crammag Head
- Phare de Mull of Galloway
- Phare de Killantringan (Inactif)
- Phare de Corsewall
- Phare de Loch Ryan

## Ayrshire

Phare de Turnberry

South Ayrshire :
- Phare d'Ailsa Craig
- Phare de Turnberry
- Phare de Lady Isle

North Ayrshire :
- Phare de Pladda
- Phare de Little Cumbrae

Holy Isle :
- Phare de Pillar Rock Point
- Phare de Lamlash

## Argyll and Bute

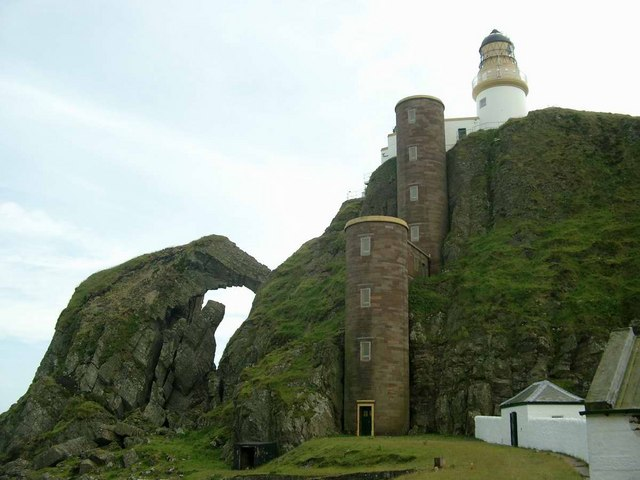
Phare de l'île de Sanda

- Phare de Sanda
- Phare de Mull of Kintyre
- Phare de Davaar
- Phare de Toward Point
- Phare de Cloch Point
- Phare de Skerryvore
- Phare de Lady's Rock
- Phare de Lismore
- Phare de Rubha nan Gall

Islay et Jura :
- Phare de Rinns of Islay
- Phare de Ruvaal
- Phare de Dubh Artach
- Phare de Port Ellen
- Phare de Skervuile
- Phare de Ruadh Sgeir

## Highland

Phare d'Ardnamurchan

- Phare d'Ardnamurchan
- Phare d'Hyskeir
- Phare d'Ornsay
- Phare de Neist Point
- Phare de South Rona
- Phare de Vaternish
- Phare de Rua Reidh
- Phare de Stoer Head
- Phare de North Rona
- Phare de Cap Wrath
- Phare de Strathy Point (Inactif)
- Phare d'Holburn (Inactif)
- Phare de Duncansby Head
- Phare de Dunnet Head
- Phare de Stroma
- Phare de Noss Head
- Phare de Tarbat Ness
- Phare de Chanonry
- Phare de Cromarty (Inactif)

## Hébrides extérieures

Phare de Butt of Lewis

- Phare de Barra Head
- Phare d'Ushenish
- Phare de Shillay
- Phare de Weavers Point
- Phare d'Eilean Glas
- Phare de Tiumpan Head
- Phare des îles Flannan
- Phare de Butt of Lewis

## Orcades

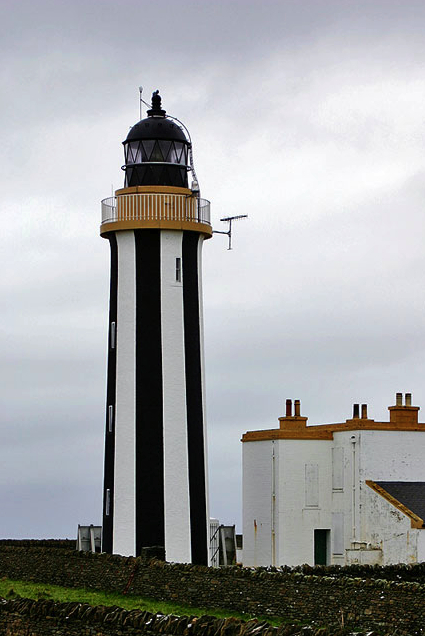
Phare de Start Point

- Phare de Pentland Skerries
- Lother Rock
- Phare de Tor Ness
- Phare de Cantick Head
- Phare d'Hoxa Head
- Phare de Copinsay
- Phare d'Hoy Sound High
- Phare d'Hoy Sound Low
- Phare de Barrel of Butter
- Phare d'Auskerry
- Phare de Sule Skerry
- Phare de Brough of Birsay
- Phare de Start Point
- Phare d'Helliar Holm
- Phare de Noup Head
- Phare de North Ronaldsay
- Dennis Head Old Beacon (Inactif)

## Shetland
- Fair Isle :
  - Phare sud de Fair Isle
  - Phare nord de Fair Isle
- Phare de Sumburgh Head
- Phare de Foula
- Phare de Bressay
- Phare de Bound Skerry
- Phare de Firths Voe
- Phare d'Esha Ness
- Phare de Point of Fethaland
- Phare de Muckle Flugga